# Número EINECS
El número EINECS, nombrado por las iniciales de European Inventory of Existing Chemical Substances (Inventario Europeo de Sustancias Químicas Existentes), es un número de registro dado a cada sustancia química comercialmente disponible en la Unión Europea entre el 1 de enero de 1971 y el 18 de septiembre de 1981. Este inventario fue creado por la Directiva 67/548/EEC en lo concerniente al etiquetado de sustancias peligrosas: el número EINECS debe aparecer en la etiqueta y en el empaque de sustancias peligrosas.
A partir del 19 de septiembre de 1981, el inventario ha sido reemplazado por la ELINCS (European List of Notified Chemical Substances, o Lista Europea de Sustancias Químicas Notificadas). A todas las sustancias "nuevas" que ingresan al mercado europeo se les asigna un número ELINCS tras su notificación a la Comisión Europea. El número ELINCS también es obligatorio en etiquetas y empaques.
Actualmente se prefiere el término número EC frente a las designaciones "número EINECS/ELINCS", pero no debe confundirse con los números EC de la Comisión de Enzimas (Enzyme Commission).
Existen 100.196 sustancias diferentes en el EINECS.

## Formato
Un número EINECS es un sistema de números de siete dígitos de la forma 2XX-XXX-X o 3XX-XXX-X, comenzando con 200-001-8.
Un número ELINCS es un sistema de números de siete dígitos de la forma 4XX-XXX-X, comenzando con 400-010-9.
Un número EINECS/ELINCS/EC puede escribirse de la forma general:
```
  NNN-NNN-R
  123-456-0
```

Donde R representa el número de comprobación y N representa un número secuencial fundamental. El número de comprobación se deriva de la siguiente fórmula:
```
  1N + 2N + 3N + 4N + 5N + 6N        R
  --------------------------- = Q + --
                11                  11
```

Donde Q representa un número entero el cual luego se descarta.